# بيلي بروكس
بيلي بروكس (بالإنجليزية: Billy Brooks)‏ هو لاعب كرة قدم أمريكية أمريكي، ولد في 22 يوليو 1953 في أوستن في الولايات المتحدة.

## وصلات خارجية
- بيلي بروكس على موقع مرجع كرة القدم المحترفة.كوم (الإنجليزية)